# Judino (Kaliningrad, Gussew)
Judino (russisch Юдино, deutsch Blecken, litauisch Blėkiai) ist ein Ort in der russischen Oblast Kaliningrad. Er gehört zur kommunalen Selbstverwaltungseinheit Stadtkreis Gussew im Rajon Gussew.

## Geographische Lage
Judino liegt sechs Kilometer nordöstlich der Stadt Gussew (Gumbinnen) im Kreuzungspunkt einer von Sewerny (Klein Kannapinnen/Kleinblecken) kommenden Nebenstraße mit der Verbindungsstraße (27K-293) von Krasnogorskoje (Niebudszen/Herzogskirch) zur Regionalstraße 27A-025 (ex R508). Die nächste Bahnstation ist Gussew an der Bahnstrecke Kaliningrad–Tschernyschewskoje der einstigen Preußischen Ostbahn zur Weiterfahrt nach Moskau.

## Geschichte
Das seinerzeit Bleckis genannte Dorf erfuhr 1564 seine erste urkundliche Erwähnung. Zwischen 1874 und 1945 war der Ort mit einem Gut in den Amtsbezirk Springen (heute russisch: Tamanskoje) eingegliedert, der zum Kreis Gumbinnen im Regierungsbezirk Gumbinnen der preußischen Provinz Ostpreußen gehörte.
Das Gut Blecken wurde 1895 von Carl Stein aus Masutschen (Kreis Darkehmen, heute polnisch: Mażucie) erworben. Er ließ das Gutshaus errichten, das heute noch existiert. Auf dem Gut wurde ein eigener Remontemarkt abgehalten. 
Im Jahre 1910 waren in Blecken 196 Einwohner registriert. Ihre Zahl steigerte sich bis 1933 auf 236 und belief sich 1939 auf 279.
Am 30. September 1928 wurde der Gutsbezirk Klein Kannapinnen (1938 bis 1946: Kleinblecken, heute russisch: Sewerny) nach Blecken eingemeindet. Am 1. April 1939 folgte die Gemeinde Pommerfelde (bis 1938: Lenglauken, nach 1945 russisch zunächst Afanassjewo, die Überbleibsel gehören heute (wieder) zu Judino).
In Kriegsfolge kam Blecken 1945 mit dem nördlichen Ostpreußen zur Sowjetunion. 1950 erhielt der Ort  die russische Bezeichnung „Judino“ und wurde gleichzeitig dem Dorfsowjet Krasnogorski selski Sowet im Rajon Gussew zugeordnet. Von 2008 bis 2013 gehörte Judino zur Landgemeinde Kubanowskoje selskoje posselenije und seither zum Stadtkreis Gussew.
Nach dem Zweiten Weltkrieg wirtschaftete auf dem Gut zunächst eine Kolchose. Nach 1990 wurde es ein Praxisbetrieb der Landwirtschaftsakademie Gussew.

## Kirche
Die Bevölkerung Bleckens war vor 1945 fast ausnahmslos evangelischer Konfession und in das Kirchspiel der Kirche Niebudszen (der Ort hieß 1936 bis 1938: Niebudschen, 1938 bis 1946: Herzogskirch, heute russisch: Krasnogorskoje) eingepfarrt. Sie war Teil des Kirchenkreises Gumbinnen in der Kirchenprovinz Ostpreußen der Kirche der Altpreußischen Union. Heute liegt Judino im Einzugsbereich der neu entstandenen evangelisch-lutherischen Gemeinde der Salzburger Kirche in Gussew (Gumbinnen). Sie gehört zur Propstei Kaliningrad (Königsberg) der Evangelisch-lutherischen Kirche Europäisches Russland.